# 麻子壳柯
麻子壳柯（学名：Lithocarpus variolosus）是壳斗科柯属的植物，是中国的特有植物。分布在中国大陆的云南、四川等地，生长于海拔2,500米至3,300米的地区，一般生长在山地杂木林中，目前尚未由人工引种栽培。

## 别名
多变柯、多变石栎